# دیوید لی کوک-پو
دیوید لی کوک-پو، (به انگلیسی: David Li Kwok-po) (زاده ۱۷ آوریل ۱۹۳۷) کارآفرین، سیاست‌مدار، بانکدار و مدیر ارشد اجرایی هنگ کنگی است، که در حال حاضر به‌عنوان مدیر عامل اجرایی و رییس هیئت مدیره بانک شرق آسیا فعالیت می‌نماید.